# Battaglia di Rhode Island
La battaglia di Rhode Island, detta anche battaglia di Quaker Hill, si svolse il 28 agosto 1778 sull'isola di Aquidneck (all'epoca chiamata Rhode Island) durante i più vasti eventi della guerra d'indipendenza americana.
All'inizio dell'agosto 1778 le forze dell'Esercito continentale americano agli ordini dei generali John Sullivan e Nathanael Greene posero l'assedio alla cittadina di Newport, tenuta da una guarnigione britannica sotto il generale Robert Pigot; l'arrivo di una flotta di alleati francesi sotto l'ammiraglio Charles Henri d'Estaing rincuorò gli americani e fece loro progettare un assalto per prendere Newport, ma le navi francesi furono disperse e danneggiate da una violenta tempesta e dovettero ripiegare a Boston per le riparazioni. Sullivan e Greene dovettero ordinare un ripiegamento dall'isola di Aquidneck, ma prima che la manovra fosse completata la mattina del 28 agosto furono attaccati dalle truppe di Pigot: ne seguì un duro scontro al termine del quale i britannici si impossessarono di alcune colline dominanti, senza tuttavia poter impedire l'ordinato ripiegamento dei reparti americani che fu completato nei giorni seguenti.

## Antefatti

### La preparazione delle forze americane
La Francia riconobbe formalmente gli Stati Uniti d'America nel febbraio 1778 dopo la notizia della sconfitta britannica nella battaglia di Saratoga nell'ottobre 1777; nel marzo seguente, i francesi dichiararono quindi guerra al Regno di Gran Bretagna. Come prima forma di grossa cooperazione con i ribelli americani, nell'aprile 1778 l'ammiraglio francese Charles Henri d'Estaing salpò alla volta dell'America settentrionale al comando di una flotta di 12 vascelli e di un contingente di truppe dell'Esercito francese, con il compito di bloccare la flotta britannica del Nordamerica all'interno del fiume Delaware. I comandi britannici avevano prontamente ricevuto notizie d'intelligence circa la partenza di d'Estaing per le acque americane, ma contrasti politici e militari tra il governo e i vertici della Royal Navy ritardarono l'adozione di contromisure e l'ammiraglio francese poté transitare indisturbato per lo stretto di Gibilterra; solo ai primi di giugno una flotta britannica di 13 vascelli agli ordini dell'ammiraglio John Byron salpò dalle acque europee all'inseguimento dei francesi. La traversata dell'oceano Atlantico richiese a d'Estaing circa tre mesi, ma anche Byron fu attardato dall'essere incappato in una tempesta e non raggiunse la base di New York fino a metà agosto 1778.
Prima dell'arrivo di d'Estaing, le forze britanniche evacuarono Filadelfia per trasferirsi a New York; conseguentemente, le navi britanniche non si trovavano più all'interno della baia del fiume Delaware quando infine la flotta francese vi arrivò all'inizio di luglio. D'Estaing decise di salpare per New York, ma il suo porto pesantemente difeso si rivelò un ostacolo troppo grosso per i francesi: i piloti americani sconsigliarono di impiegare le grosse navi francesi nei ristretti bassifondi della rada di New York, così i comandanti degli alleati decisero di dirottare la spedizione di d'Estaing alla volta del porto di Newport nel Rhode Island. Non appena le navi francesi si furono allontanate da New York, il comandante il capo delle forze britanniche generale Henry Clinton e l'ammiraglio Richard Howe distaccarono una flotta di navi da trasporto con a bordo 2 000 soldati per rinforzare la guarnigione di Newport passando per il Long Island Sound; queste forze raggiunsero la loro destinazione il 15 luglio, aumentando le truppe a disposizione del tenente generale Robert Pigot, comandante di Newport, a più di 6 700 uomini.

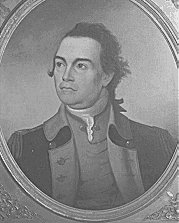
Un ritratto del generale John Sullivan, comandante delle forze americane nel Rhode Island

Nel Rhode Island, le forze americane e britanniche si trovavano in una situazione di stallo sull'isola di Aquidneck (su cui sorgeva la cittadina di Newport) fin dalla sua occupazione da parte dei secondi nel tardo 1776. Il maggior generale Joseph Spencer, al comando delle difese del Rhode Island, aveva ricevuto ordine dal comandante in capo delle forze americane, il generale George Washington, di lanciare un assalto a Newport nel 1777, ma non aveva compiuto alcuna azione in tal senso ed era stato infine rimosso dal comando; nel marzo 1778 il Secondo congresso continentale aveva quindi nominato il maggior generale John Sullivan come nuovo comandante in capo nel Rhode Island, il quale entrò in carica all'inizio di maggio. Sullivan iniziò una serie di preparativi logistici in vista di un attacco a Newport, ammassando equipaggiamenti e rifornimenti sulle rive orientali della Baia di Narragansett e del fiume Taunton; i britannici di Pigot furono messi sull'avviso di questi preparativi, e il 25 maggio lanciarono un'incursione contro Bristol e Warren distruggendo i rifornimenti ammassati nelle due cittadine. Sullivan rinnovò i suoi appelli per ricever ulteriori aiuti, cui si aggiunse una risoluzione del Congresso dopo un nuovo raid britannico ai danni di Freetown (oggi Fall River) in Massachusetts il 31 maggio.
Washington scrisse a Sullivan il 17 luglio ordinandogli di raccogliere 5 000 soldati per un possibile attacco a Newport; Sullivan non ricevette queste istruzioni fino al 23 luglio, e agli ordini di Washington si aggiunse il giorno dopo l'arrivo del colonnello John Laurens recante la comunicazione che Nweport era stata scelta come obiettivo di un attacco franco-americano e che di conseguenza bisognava radunare la forza più ampia possibile. Sullivan disponeva all'epoca di soli 1 600 soldati, mentre Laurens aveva lasciato l'accampamento di Washington alla testa di una colonna di truppe dell'Esercito continentale insieme al generale Gilbert du Motier de La Fayette
La notizia che le truppe francesi erano in arrivo rafforzò il morale degli americani, e formazioni della milizia coloniale iniziarono ad arrivare nel Rhode Island dagli Stati vicini: metà della milizia statale del Rhode Island fu mobilitata agli ordini dell'uomo politico locale William West, mentre un grosso numero di miliziani giunse dal Massachusetts e dal New Hampshire unitamente a un contingente di artiglieria dell'Esercito continentale; l'ammassamento di simili forze richiese però molto tempo e la maggior parte degli uomini non arrivò fino alla prima settimana di agosto. Il 27 luglio Washington inviò il maggior generale Nathanael Greene, un esperto ufficiale nativo del Rhode Island, per rafforzare il comando di Sullivan: il Congresso aveva regolarmente criticato l'operato di Sullivan per la sua prestazione nel corso dei primi scontri, e Washington lo esortò ad accettare i consigli di Greene e Lafayette.

### L'arrivo dei francesi

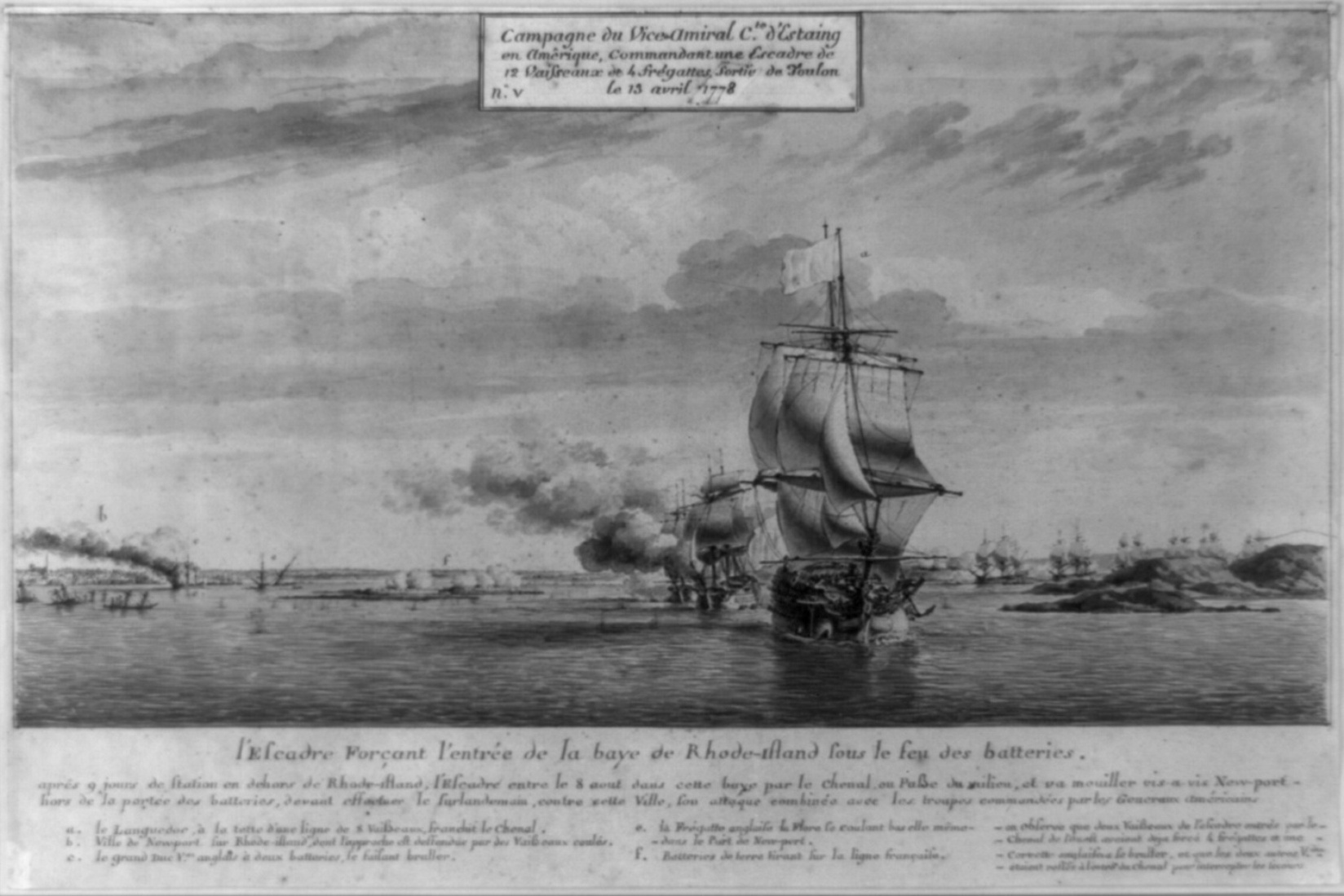
L'entrata della flotta francese nella baia di Newport l'8 agosto 1778, illustrazione dell'epoca opera di Pierre Ozanne

D'Estaing salpò dalla sua posizione davanti a New York il 22 luglio, quando le maree furono giudicate abbastanza alte per consentire la navigazione delle navi francesi; inizialmente d'Estaing fece vela verso sud, per poi piegare in direzione nord-est alla volta di Newport. La flotta britannica a New York consisteva in otto vascelli al comando dell'ammiraglio Richard Howe, i quali salparono a loro volta all'inseguimento del nemico non appena divenne noto che Newport era l'obiettivo dei francesi. D'Estaing arrivò al largo di Point Judith il 29 luglio, dove si incontrò con Sullivan, Greene e Lafayette per stendere un piano per l'azione; Sullivan propose che le truppe americane sbarcassero sulla costa orientale di Aquidneck a partire da Tiverton mentre i francesi avrebbero potuto inizialmente prendere terra sull'isola di Conanicut per poi attaccare Aquidneck da ovest, tagliando fuori il distaccamento britannico che presidiava la collina di Butts Hill nella parte nord dell'isola. Il giorno seguente d'Estaing inviò delle fregate su per il fiume Sakonnet (il canale a oriente di Aquidneck) e fin dentro il canale principale che conduceva al porto di Newport, mentre il 9 agosto ebbero inizio le operazioni per portare a terra parte dei 4 000 soldati francesi sull'isola di Conanicut. Lo stesso giorno Sullivan fu informato che i britannici di Pigot avevano abbandonato Butts Hill. Contravvenendo al piano concordato con i francesi, Sullivan inviò subito delle truppe a occupare la collina, convinto che i britannici sarebbero potuti tornare con più soldati; d'Estaing successivamente approvò l'azione, ma la sua reazione iniziale come pure quella dei suoi ufficiali fu di disapprovazione.
La flotta britannica dell'ammiraglio Howe fu ritardata nella sua partenza da New York dai venti contrari, e non raggiunse Point Judith fino al 9 agosto; d'Estaing temeva che il britannico potesse ricever dei rinforzi che gli avrebbero conferito una superiorità numerica, e quindi il 10 agosto reimbarcò i reparti scesi a terra e fece vela per il mare aperto per affrontare il rivale. Mentre le due flotte si schieravano per la battaglia, il tempo peggiorò rapidamente fino a trasformarsi in una grossa tempesta di Noreaster: la tempesta infuriò per due giorni scuotendo violentemente le due flotte, danneggiando severamente la nave ammiraglia dei francesi e obbligando Sullivan a rinunciare al suo attacco su Newport previsto per l'11 agosto. Gli americani iniziarono quindi delle operazioni d'assedio in attesa del ritorno delle navi francesi, muovendo fin sotto le linee britanniche il 15 agosto e iniziando a scavare delle trincee lungo la linea fortificata nemica sul lato nord di Newport il giorno seguente.
Mentre le due flotte cercavano di raggrupparsi, si verificarono una serie di azioni minori e schermaglie nave-contro-nave; due unità francesi tra cui la nave di d'Estaing, già danneggiate nella tempesta, subirono ulteriori danni in questi scontri. Le navi francesi riuscirono infine a raggrupparsi al largo del Delaware e a tornare a Newport il 20 agosto, mentre la flotta britannica si radunava a New York.

### La ritirata su Boston

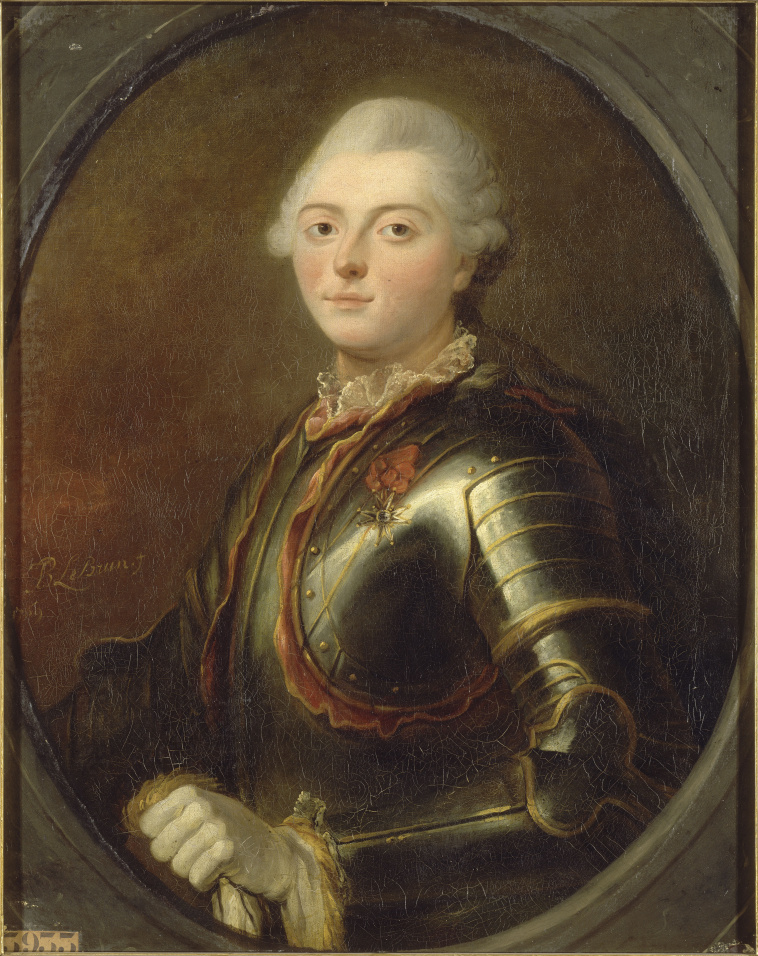
Ritratto dell'ammiraglio Charles Henri d'Estaing

L'ammiraglio d'Estaing ricevette forti pressioni dai suoi capitani perché si facesse immediatamente vela su Boston per eseguire le necessarie riparazioni, ma decise invece di dirigere su Newport per informare gli americani che non era più in grado di fornire loro assistenza. D'Estaing si incontrò con Sullivan il 20 agosto: l'americano era convinto che i britannici sarebbero capitolati nel giro di uno o due giorni se i francesi fossero rimasti, ma d'Estaing rifiutò. D'Estaing subiva inoltre le pressioni dei suoi capitani, con cui aveva una cattiva relazione a causa della sua promozione a un alto grado della marina nonostante la sua provenienza dai ranghi dell'esercito. La flotta francese salpò quindi alla volta di Boston il 22 agosto.
La decisione dei francesi fece montare un'ondata di rabbia tra i soldati americani così come tra i loro comandanti. Il generale Greene scrisse una lettera di denuncia che Laurens definì come «sensibile e vivace», ma Sullivan fu molto meno diplomatico: egli scrisse una missiva condita da un linguaggio infiammatorio, in cui indicava la decisione di d'Estaing come «lesiva dell'onore della Francia», e incluse ulteriori lamentele negli ordini del giorno alla truppa che tuttavia furono successivamente soppresse quando gli animi si raffreddarono. I soldati americani definirono la decisione degli alleati come una «diserzione» e notarono che i francesi «ci avevano abbandonato in una maniera molto birbante».
La partenza dei francesi scatenò un esodo di massa nei ranghi della milizia americana, diminuendo sensibilmente le forze di Sullivan. Il 24 agosto il comandante americano ricevette la notizia che Clinton a New York stava radunando una forza di soccorso da inviare a Newport, e quello stesso pomeriggio Sullivan decise di ritirare le sue truppe pre riposizionarsi nella parte settentrionale dell'isola di Aquidneck. Sullivan continuò a chiedere l'assistenza dei francesi, spedendo Lafayette a Boston per negoziare nuovamente con d'Estaing ma senza ottenere in definitiva niente. Nel frattempo, i britannici a New York non erano rimasti inattivi: l'ammiraglio Howe fu rinforzato dall'arrivo dello squadrone di Byron, giunto finalmente dopo la lunga traversata dell'Atlantico, e salpò subito per intercettare d'Estaing prima che trovasse rifugio a Boston; il generale Clinton aveva invece organizzato una forza di 4 000 uomini al comando del maggior generale Charles Grey che salpò per Newport il 26 agosto.

## La battaglia

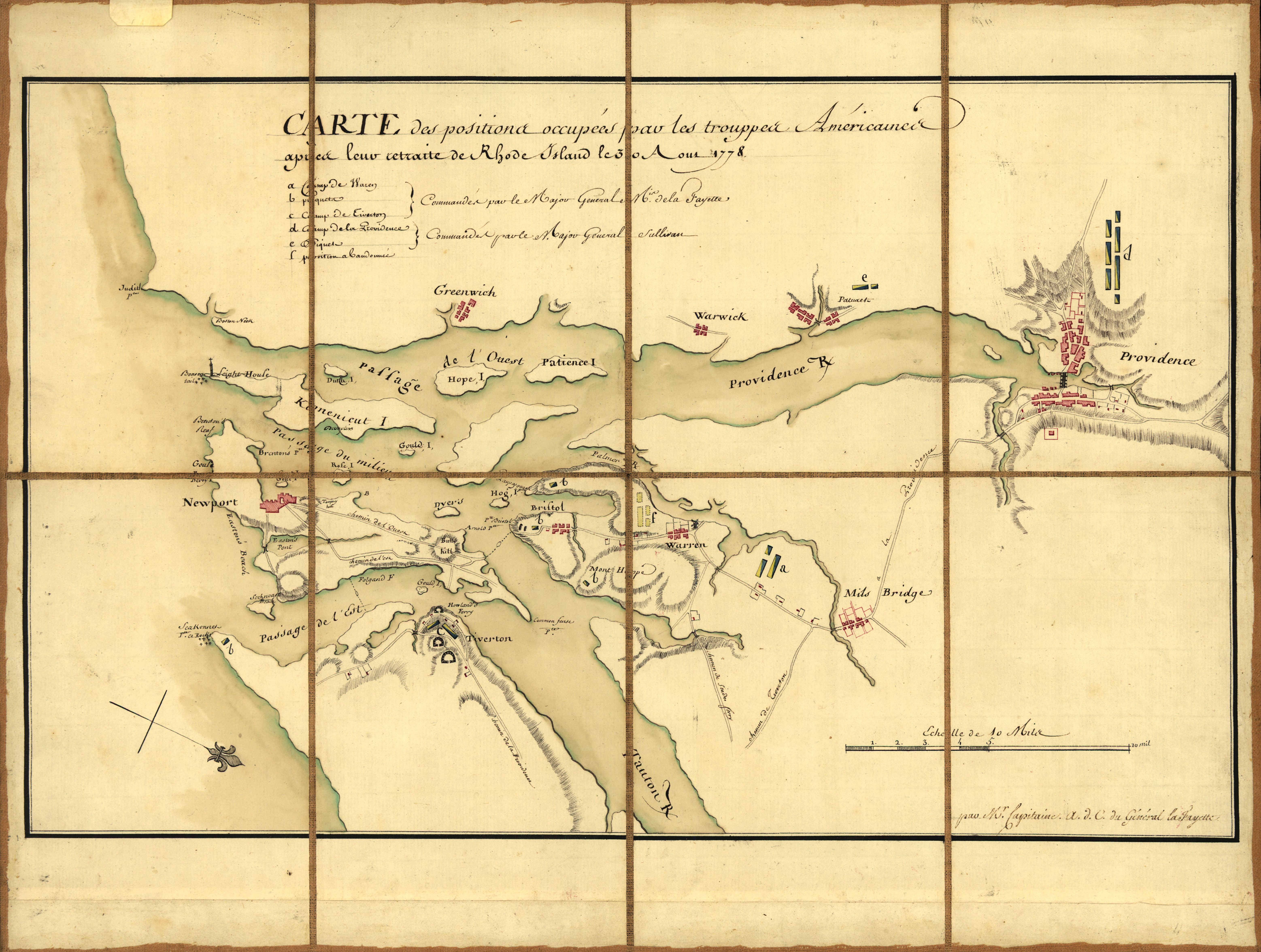
Carta francese del 1778 che mostra le posizioni delle forze dei generali Lafayette e Sullivan intorno alla baia di Narragansett il 30 agosto

La mattina del 28 agosto il consiglio di guerra degli alti ufficiali americani decise di ritirare le ultime truppe ancora collocate nelle opere d'assedio intorno a Newport; per diversi giorni gli americani avevano occasionalmente cannoneggiato le fortificazioni britanniche, e molto del loro equipaggiamento era già stato ritirato. Disertori portarono a Pigot la notizia della ritirata degli americani già il 26 agosto, così il britannico era pronto a rispondere alla mossa quando la ritirata ebbe effettivamente inizio la notte tra il 27 e il 28.
I generali americani stabilirono una linea difensiva da costa a costa di Aquidneck poco a sud di una valle che tagliava attraverso tutta l'isola, in modo da negare ai britannici il controllo del terreno più elevato collocato a nord. Le forze americane erano organizzate in due sezioni: a ovest, il generale Greene collocò le forze del brigadier generale James Mitchell Varnum attorno alla collina di Turkey Hill ma distaccò il 1º Reggimento Rhode Island (un'unità composta in maggioranza di afroamericani, la prima del suo tipo nell'Esercito continentale) in una posizione avanzata un chilometro più a sud; a est erano invece collocate le forze del brigadier generale John Glover, disposte dietro un muro di pietra prospiciente la collina di Quaker Hill. Le forze britanniche furono organizzate similmente per l'assalto, con le truppe assiane del generale Friedrich Wilhelm von Lossberg dirette verso il lato ovest delle difese americane e quelle del maggior generale Francis Smith dirette sul lato est; le due colonne britanniche, forti ciascuna di due reggimenti, avevano ordine di non impegnarsi in un attacco generale, ma la loro avanzata portò ben presto allo scoppio di una vera e propria battaglia

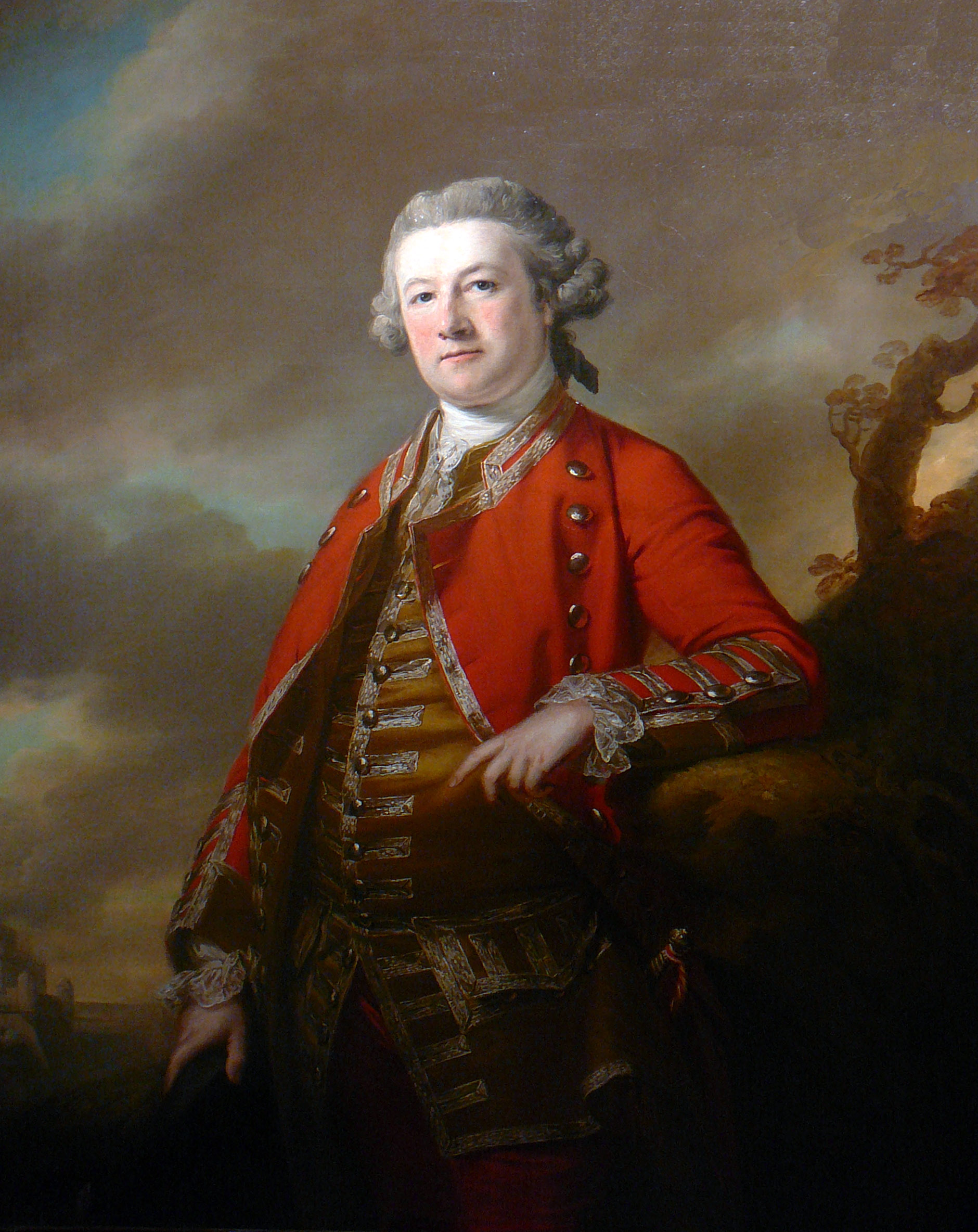
Ritratto di Robert Pigot, comandante delle forze britanniche a Newport

L'avanzata della colonna di Smith si bloccò quando finì sotto il fuoco delle truppe americane del tenente colonnello Henry Brockholst Livingston, di stanza presso un mulino a vento nei pressi di Quaker Hill. Il generale Pigot ordinò al comandante della riserva britannica, maggior generale Richard Prescott, di inviare dei rinforzi in appoggio di Smith; così rinforzato, Smith rinnovò il suo assalto inviando il 22nd e il 43rd Regiment e le compagnie leggere del 38th e del 54th Regiment ad attaccare il fianco sinistro della forza di Livingston: il comandante americano aveva anch'egli ricevuto dei rinforzi, il reggimento del colonnello Edward Wigglesworth, ma fu ben presto respinto verso la cima di Quaker Hill. Qui, mentre un reggimento di assiani tentava di aggirare sul fianco la posizione su Quaker Hill stessa, Livingston e Wigglesworth decisero di abbandonare la collina e di ritirarsi fino alle posizioni principali di Glover; Smith li inseguì e tentò un attacco alle posizioni di Glover, ma fu respinto e vista la forza della posizione americana decise di astenersi da ulteriori assalti ponendo fine ai combattimenti sulla sinistra degli americani.
Nel frattempo, alle 7:30 Lossberg sferrò un assalto alle forze dell'American Light Corps del colonnello John Laurens, posizionato dietro alcuni muretti di pietra a sud di Redwood House: la truppe di Lossebrg (i cacciatori assiani, il reggimento assiano di Huyne e il Fanning's Provincial Regiment) respinsero le forze americane obbligandole a ripiegare alla volta di Turkey Hill. Laurens ricevette un reggimento in rinforzo, ma Lossberg lanciò un deciso assalto su Turkey Hill che obbligò gli americani a ripiegare verso le posizioni di Greene, che furono poi prese a cannonate: alle 10:00 la fregata HMS Sphynx, il mercantile armato HMS Vigilant e la galea HMS Spitfire Galley forzarono il passaggio tra Aquidneck e Prudence Island e iniziarono a bombardare le truppe di Greene su fianco destro della linea americana. Lossberg lanciò quindi un attacco sulle posizioni di Greene: l'assalto degli assiani agli afroamericani del 1st Rhode Island Regiment fu duramente respinto, con i tedeschi che baionettarono i feriti americani prima di ritirarsi; nel mentre, l'artiglieria di Greene e una batteria americana collocata a Bristol Neck concentrarono il fuoco sulle tre navi britanniche, inducendole infine a ritirarsi
Alle 14:00 Lossberg attaccò ancora una volta senza successo le posizioni di Greene; il generale americano lanciò quindi al contrattacco il 2nd Rhode Island Regiment del colonnello Israel Angell, la brigata della milizia del Massachusetts del brigadier generale Solomon Lovell e le truppe di Henry Brockholst Livingston: invece di un assalto frontale, Greene impiegò questi 1 500 uomini per cercare di aggirare il fianco destro di Lossberg. Numericamente soverchiato, Lossberg ripiegò sulla cima di Turkey Hill; alle 15:00 le truppe americane avevano preso posizione dietro un muro di pietra a circa 300 passi dalla cima della colina, ma un tentativo lanciato verso sera di tagliare fuori il fianco sinistro degli assiani fu respinto da un contrattacco del reggimento di Huyne e dai Fanning's Provincials. Questa azione pose di fatto fine alla battaglia, sebbene tiri d'artiglieria continuarono fino a notte.

## Conseguenze
Le truppe britanniche riporarono 250 perdite nello scontro (38 morti, 210 feriti e 12 dispersi), di cui 128 nei ranghi degli assiani; le forze americane registrarono invece 30 morti, 137 feriti e 44 dispersi. I continentali si ritirarono a Bristol e Tiverton nel corso della notte del 30 agosto, abbandonando l'intera Aquidneck in mano ai britannici; ad ogni modo, la ritirata si svolse con ordine e senza fretta. La forza di soccorso di Clinton e Grey giunse a Newport il 1º settembre; dato che la minaccia sulla città era cessata, Clinton ordinò quindi a Grey di condurre una serie di incursioni lungo la costa del Massachusetts. Il generale Pigot fu fortemente criticato da Clinton per non aver atteso l'arrivo dei rinforzi prima di sferrare il suo assalto alle posizioni americane, perdendo un'ottima occasione per intrappolare e distruggere le forze nemiche sull'isola; non molto tempo dopo la battaglia, Pigot lasciò Newport e fu richiamato in Gran Bretagna. Le forze britanniche abbandonarono infine Newport nell'ottobre 179, lasciandosi dietro un centro economicamente rovinato dalla guerra.
Il resoconto fortemente critico di Sullivan sull'operato degli alleati raggiunse Boston prima dell'arrivo della flotta francese, e d'Estaing oppose a esso un dignitoso silenzio. Su pressione di Washington e del Congresso, gli ambienti politici lavorarono per smussare l'incidente nelle relazioni franco-americane, e quando Lafayette raggiunse Boston i rapporti con d'Estaing erano migliorati. L'ammiraglio Howe non ottenne alcun successo nei suoi tentativi di ingaggiare le navi di d'Estaing, ormai bene al sicuro all'interno della rada di Boston; all'inizio di settembre l'ammiraglio Byron rimpiazzò Howe alla guida delle forze navali britanniche in Nordamerica, ma anch'egli non riuscì a tenere bloccata la flotta di d'Estaing: la flotta britannica fu dispersa da una tempesta poco dopo l'arrivo di Byron, e d'Estaing approfittò dell'occasione per salpare e dirigere sulle Indie occidentali.